# きみは花のようだ
「きみは花のようだ」 (きみははなのようだ、ドイツ語: Du bist wie eine Blume＝ドゥー・ビスト・ヴィー・アイネ・ブルーメ) は19世紀のドイツの詩人、ハインリッヒ・ハイネが書いたドイツ語の詩で、世界中の人々が原語または翻訳で親しんでいる彼の詩のひとつである。ロベルト・シューマンなどが歌にもしている。
「君は花の如く」、「君は花のよう」とも表記される。

## 原詩と日本語訳
この詩はハインリッヒ・ハイネが1827年に出版した『歌の本』（ Buch der Lieder ）に載っており 、第4部『帰郷 Die Heimkehr』の47番目の詩である。
正確には無題であり、冒頭の一行を便宜上タイトルとしている（インキピット）。
| 原詩（ドイツ語） Du bist wie eine Blume, So hold und schön und rein; Ich schau’ dich an, und Wehmuth Schleicht mir in’s Herz hinein. Mir ist, als ob ich die Hände Auf’s Haupt dir legen sollt’, Betend, daß Gott dich erhalte So rein und schön und hold. | 直訳（日本語） - GFDL きみは花のようだ、 本当にかわいくて、美しく、清らかで。 きみを見ると、悲しみが 私の心にしみこんでくる。 ぼくは両手を、 きみの頭に乗せて、 祈りたい、神さまがきみを守ってくださるように、 清らかで、美しく、かわいく。 |

## 歌
歌曲の題材としても人気があり、ロベルト・シューマンの歌曲集『ミルテの花』（Myrthen、1840年）の中の作品25の中の第24曲目（作品25-24）などがある。彼がクララと結婚する前日に作曲されたという 。
シューマンのほかに、フランツ・リスト、アントン・ルビンシテイン、チャールズ・アイヴズなどが作曲している。